# Municipio de Roseland (Dakota del Norte)
El municipio de Roseland (en inglés: Roseland Township) es un municipio ubicado en el condado de Burke en el estado estadounidense de Dakota del Norte. En el año 2010 tenía una población de 26 habitantes y una densidad poblacional de 0,28 personas por km².

## Geografía
El municipio de Roseland se encuentra ubicado en las coordenadas 48°41′6″N 102°17′48″O / 48.68500, -102.29667. Según la Oficina del Censo de los Estados Unidos, el municipio tiene una superficie total de 93.02 km², de la cual 92,54 km² corresponden a tierra firme y (0,51 %) 0,48 km² es agua.

## Demografía
Según el censo de 2010, había 26 personas residiendo en el municipio de Roseland. La densidad de población era de 0,28 hab./km². De los 26 habitantes, el municipio de Roseland estaba compuesto por el 96,15 % blancos y el 3,85 % eran de una mezcla de razas. Del total de la población el 0 % eran hispanos o latinos de cualquier raza.